# Tali Golergant
Tali Golergant (hebrejsko טלי גולרגנט), znana kot TALI, v Izraelu rojena luksemburška pevka  * 26. november 2000.

## Zgodnje življenje
Golergant se je rodil v Izraelu očetu Perujcu in materi Izraelki. Pri šestih mesecih so se selili po Čilu, Argentini in drugih državah, dokler se ni končno ustalila v Limpertsbergu v Luksemburgu, kjer je prebivala deset let. Pri 7 letih je začela igrati klavir, pri 12 letih pa je začela peti, pisati pesmi in igrati v gledališču. Šolala se je v New York na kolidžu Marymount Manhattan.
Tali tekoče govori hebrejsko, špansko, francosko in angleško ter se sporazumeva v nemščini in razume luksemburško.

## Kariera
Golergant je svoj glasbeni prvenec izdala pri 16 letih, leta 2021 pa je sledil debitantski EP »Lose You«. Poleg tega je nadaljevala kariero kot odrska igralka.
Decembra 2023 je bil objavljeno, da bo Tali tekmovala na nacionalnem izboru Luksemburga za Pesem Evrovizije 2024. Na izboru je zmagala s pesmijo »Fighter« ter postala prva predstavnica Luksemburga na tem tekmovanju po letu 1993. Nastopila je v prvem polfinalu dne 7. maja 2024 in uvrstila v finale, kjer je zasedla 13. mesto s 103 točkami.

## Diskografija

### EP
- »Lose You« (2021)

### Pesmi
- Temporary (2020)
- By the Ivory (2020)
- Mountains Between Us (2020)
- Lose You (2021)
- At All (2021)
- Garden of Eden (2022)
- Dancing Alone (2023)
- Fighter (2024)